# Typhales
El orden Typhales (pronunciado "Tifales") en la clasificación de Cronquist 1981, 1988,) contiene a las familias Typhaceae sensu stricto y Sparganiaceae (las dos familias, separadas hasta el APG II, por el APG III 2009 reunidas en una Typhaceae sensu lato).
Los grupos que componen este orden se encuentran en el APG III en el orden Poales.